# Суперастериды
Суперастериды — дочерняя группа (клада) неопределённого ранга, входящая в состав клады Эвдикоты в системах классификации Покрытосеменных, разработанных «Группой филогении покрытосеменных» (Angiosperm Phylogeny Group, APG) — APG I (1998), APG II (2003), APG III (2009) и APG IV (2016).
В соответствии с определениями последней версии системы APG IV (2016) традиционные научные латинские названия таксономических рангов выше порядка (лат. ordo), такие как класс (лат. classis) и отдел (лат. divisio), не употребляются, вместо них используются англоязычные эквиваленты без уточнения иерархического положения, которое заменяется общим термином клада.
Название клады Суперастериды (англ. Superasterids) отражает включение в неё дочерней клады Астериды (англ. Asterids) с одним из основных порядков Астроцветные (Asterales), а также трех не входящих в другие клады порядков — Берберидопсисоцветные (Berberidopsidales), Санталоцветные (Santalales) и Гвоздичноцветные (Caryophyllales).

## Состав клады в APG IV[2]
В группу «Суперастериды» в Системе классификации APG IV (2016) входят следующие таксоны (семейства, входящие в состав порядков, в списке не приведены):
клада Цветковые (англ. Angiosperms)
клада Эвдикоты (англ. Eudicots)
клада Суперастериды (англ. Superasterids)
Порядок Берберидопсисоцветные (Berberidopsidales)
Порядок Санталоцветные (Santalales)
Порядок Гвоздичноцветные (Caryophyllales)
клада Астериды (англ. Asterids)
Порядок Кизилоцветные (Cornales)
Порядок Верескоцветные (Ericales)
клада Кампанулиды (англ. Campanulids)
Порядок Падубоцветные (Aquifoliales)
Порядок Астроцветные (Asterales)
Порядок Эскаллониецветные (Escalloniales)
Порядок Бруниецветные (Bruniales)
Порядок Паракрифиецветные (Paracryphiales)
Порядок Ворсянкоцветные (Dipsacales)
Порядок Зонтикоцветные (Apiales)
клада Ламииды (англ. Lamiids)
Порядок Паслёноцветные (Solanales)
Порядок Ясноткоцветные, или Губоцветные (Lamiales)
ⓃПорядок Валиецветные (Vahliales)
Порядок Горечавкоцветные (Gentianales)
ⓃПорядок Бурачникоцветные (Boraginales)
Порядок Гарриецветные (Garryales)
ⓃПорядок Metteniusales
ⓃПорядок Икациноцветные (Icacinales)
Значком Ⓝ обозначены порядки, впервые признанные самостоятельными в системе APG IV по сравнению с более ранними версиями.